# Faille du Vuache
La faille du Vuache est une faille décrochante de France située dans les départements de l'Ain et de Haute-Savoie. Dans ce dernier, elle traverse la moitié occidentale du département, entre le défilé de l'Écluse au nord-ouest et le lac d'Annecy au sud-est. Au niveau du défilé de l'Écluse et du Grand Crêt d'Eau, elle se scinde vers le nord-ouest en deux branches : une branche orientale à jeu en décrochement-chevauchement, raccordée au chevauchement du crêt de Chalam, et une branche occidentale qui se prolonge à travers la combe de Champfromier, puis bifurque vers l'ouest.
Elle a participé, en plus d'autres phénomènes géologiques, à la surélévation du Grand Crêt d'Eau par rapport au reste de la crête des monts Jura, à la formation des montagnes du Vuache, du Mont de Musièges et de la Mandallaz — où elle est visible sous la forme d'un miroir de faille — ainsi que de la falaise de la Puya à Annecy. Faille active, elle est notamment à l'origine du séisme de 1996 à Annecy.

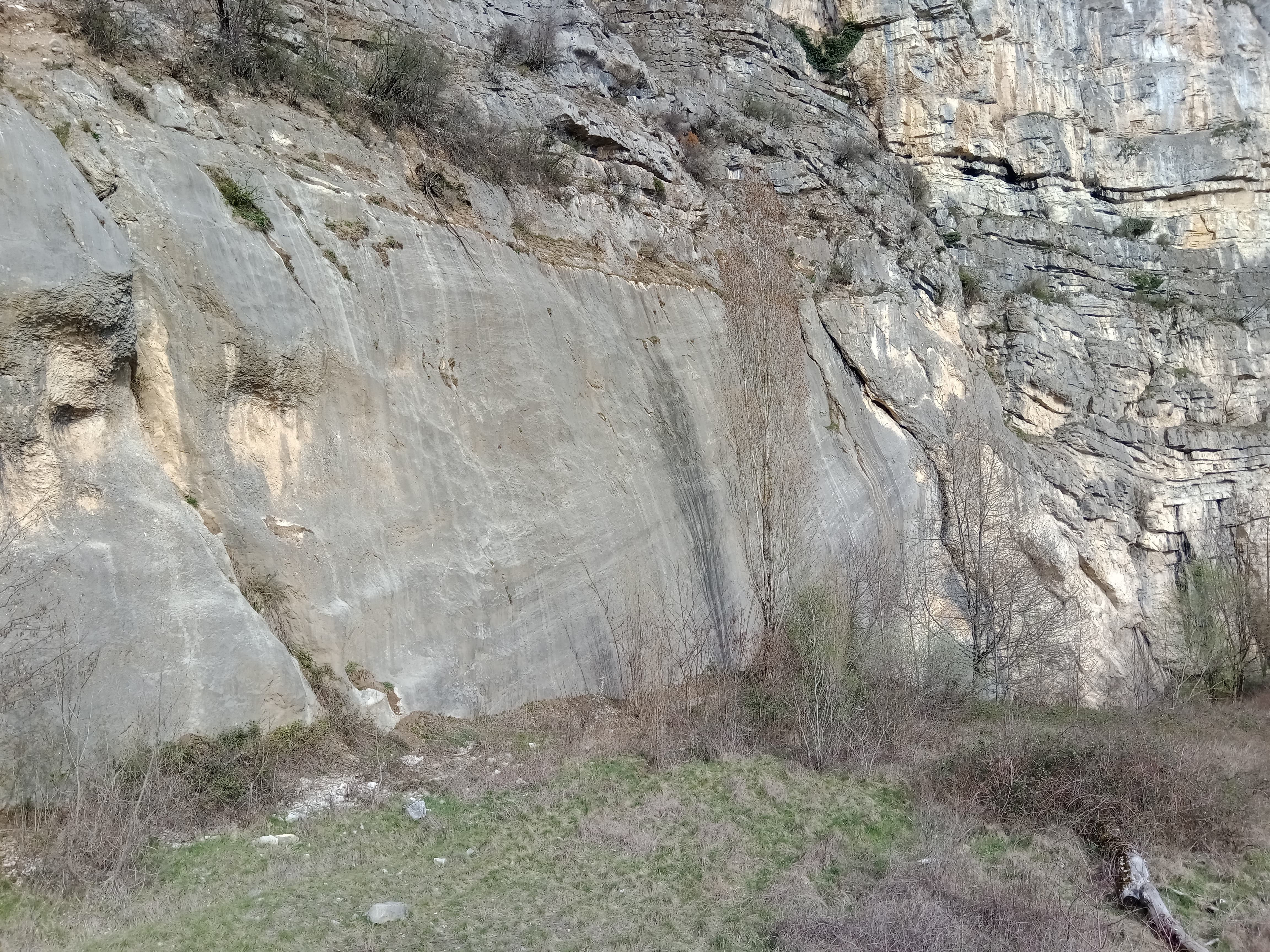
Le miroir de faille de Sillingy à la montagne de la Mandallaz.